# Френки и Џони
Френки и Џони (енгл. Frankie and Johnny) је љубавна драма из 1991. године. Мишел Фајфер и Ал Пачино су у главним улогама: он је средовечни човек, тек пуштен из затвора, а она конобарица у локалном ресторану. Покушаће да је освоји упркос њеном бесу и неповерењу према мушкарцима које је стекла након веома лошег љубавног искуства.
Мишел је за улогу у овом филму била номинована за Златни глобус, док је Кејт Нелиган освојила награду BAFTA за најбољу споредну глумицу.

## Радња
Ово је филм о тешком односу двоје обичних људи, који покушавају да изграде своју срећу. Џони је добар момак, који је једном посрнуо и доспео у затвор. Френки је слатка, али усамљена млада жена, која није имала среће у љубави.
Френки има тридесет шест година и нема мужа ни деце. Већ је очајнички желела да пронађе свог „принца згодног“. Џони има четрдесет шест, пре три године жена га је напустила и одвела децу. Отишао је у затвор због ситне преваре. Након што је одслужио годину и по дана, пуштен је и жели да започне нови живот. У затвору је научио да кува и сада то ради мајсторски. Џони се запошљава као кувар у кафићу, где Френки ради као конобарица. Он јој се допао, а он је позива да оду негде заједно. Али Френки се не слаже, не жели никакву везу, навикла је да буде сама. Џони проводи ноћ са својом пријатељицом конобарицом, али после секса схватају да су погрешили и да су једно другом потпуно неподесни. Џонију је потребна жена, која ће га разумети без речи, а оваком сматра Френки.
Повезују се на забави коју организује њихов друг из кафића. Добро се осећају заједно, савршено се разумеју, а Џони нуди да „поправи резултат” сексом. И једно и друго, са стрепњом се припремају за овај догађај. После тога, Џони верује да су они пар, да свуда треба да буду заједно и да деле једно са другим сва своја размишљања и искуства; он своју судбину види у Френки. Али Френки не мисли тако, не верује да може да изгради нормалан однос. Када Џони предложи брак и децу, она у сузама каже да не може да има децу и зато Џони не може да је воли. Али наводи да то уопште није важно, могу да усвоје дете ако Френки жели. Френки је ово болна тема, пошто није имала нормалну везу: један дечко ју је преварио са девојком, а последњи „дечко“ ју је тукао док је била трудна, па је због тога једва преживела и сада она никада неће моћи да роди. Френки се не плаши блиских односа, само не верује људима. Џони је, с друге стране воли и даје све од себе, да јој помогне да се избори са сумњама и разбије овај зид неповерења. После непроспаване ноћи разговора, сећања, љубави, Френки пристаје да дели дом са Џонијем и да му се приближи.

## Улоге
| Глумац          | Улога           |
| --------------- | --------------- |
| Мишел Фајфер    | Френки          |
| Ал Пачино       | Џони            |
| Хектор Елизондо | Ник             |
| Нејтан Лејн     | Тим             |
| Кејт Нелиган    | Кора            |
| Џејн Морис      | Неда            |
| Грег Луис       | Тино            |
| Ал Фен          | Лутер           |
| Ели Китс        | Артемида        |
| Фернандо Лопез  | Хорхе           |
| Шон О’Брајан    | Боби            |
| Глен Пламер     | Питер           |
| Диди Фајфер     | Френкина рођака |